# 5675 Evgenilebedev
Az 5675 Evgenilebedev (ideiglenes jelöléssel 1986 RY5) a Naprendszer kisbolygóövében található aszteroida. Ljudmila Ivanovna Csernih fedezte fel 1986. szeptember 7-én.